# ノンアルコール酎ハイ
ノンアルコール酎ハイ（ノンアルコールちゅうハイ）とは、アルコール分が含まれない、もしくは1%未満のアルコール分を含む酎ハイ。分類上は清涼飲料水、および炭酸飲料となる。
なお、言葉の捉え方から「酎ハイテイスト飲料」との呼び名が推奨されている。

## 概説
現存している酎ハイのアルコール分を極端に少なくする、もしくは0%にした飲み物である。清涼飲料水であるため、20歳未満の者への販売・購入・飲用は可能である。わずかにアルコール分を有している為、お酒に弱い人間や大量に飲むと酔うことがある。
"ノンアルコール"（0アルコール）であるのにアルコール分を有しているのは誤解を招くとして、表示の改善を求める声もある。
2003年の道路交通法改正により、飲酒運転への罰則が強化されたためノンアルコール酎ハイの需要が高まっている。小売店のほか、飲食店での販売も増加傾向にある。

## 味
アルコールを微量に含む（1%未満）、もしくは含まない為、炭酸フレーバー飲料（炭酸ジュース）に酷似している。
レモンのノンアルコール酎ハイ（俗にいうレモンサワー）であればレモンサイダー、グレープフルーツのノンアルコール酎ハイであればグレープフルーツサイダーの風味である。

## 商品
- サントリースピリッツ（サントリー）
  - のんある気分 チューハイテイスト
  - フォレスティ 森のソーダ
  - のんある晩酌　レモンサワー ノンアルコール
- 麒麟麦酒
  - ノンアルコール・チューハイ ゼロハイ氷零
- サッポロビール
  - すっきり果実のZERO
- アサヒビール
  - ゼロカク ヘルシーサワーテイスト
  - スタイルバランス サワーテイスト - 難消化性デキストリンを使用することにより、脂肪の吸収を抑え、糖の吸収を穏やかにする効果のある機能性表示食品
- マウント
  - ハイ夢チュー（はいむちゅう）
- ドウシシャ
  - DFL ローアルコール・ハイ
    - レモン
    - グレープフルーツ
    - ウメ
    - ソルティドッグテイスト
    - ピーチオレンジテイスト
    - カベルネ
    - シャルドネ
- サンガリア
  - チューハイテイスト 0.00%
    - レモン
    - グレープフルーツ
    - ウメ

### 過去に存在したもの
- コカコーラ
  - 爽果発泡
- ポッカ
  - 運転CHU（うんてんちゅう）